# 瓦萊麗亞·路易塞利
瓦萊麗亞·路易塞利（Valeria Luiselli、1983年8月16日—）是一位墨西哥裔美国作家。她是散文集《人行道》和小說《人群中的臉》的作者，該小說榮獲《洛杉磯時報》藝術塞登鮑姆首部小說獎。
路易塞利2015年的小說《我牙齒的故事》入圍美國國家書評人協會獎和最佳翻譯圖書獎，獲得洛杉磯時報圖書獎最佳小說獎、魁北克省蒙特利爾市藍色大都會獎。路易塞利的書籍已被翻譯成 20 多種語言，她的作品出現在《紐約時報》、《Granta》、《McSweeney's》和《紐約客》等出版物上。她的書《告訴我它是如何結束的：40 個問題的一篇文章》入圍柯克斯非小說獎和國家書評人協會批評獎。2019年的小說《迷失的兒童檔案》榮獲卡內基傑出小說獎。